# ويليام كورنيليوس فان هورن
ويليام كورنيليوس فـان هورن (بالإنجليزية: William Cornelius Van Horne)‏ هو رائد أعمال أمريكي وكندي، ولد في 3 فبراير 1843 في فرانكفورت في الولايات المتحدة، وتوفي في 11 سبتمبر 1915 في Royal Victoria Hospital, Montreal ‏ في كندا.

## وصلات خارجية
- ويليام كورنيليوس فـان هورن على موقع الموسوعة البريطانية (الإنجليزية)